# Entek

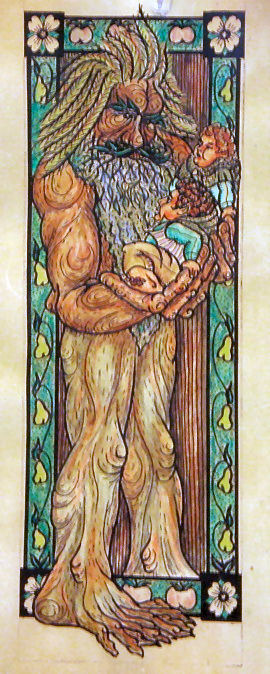
Szilszakáll és a hobbitok (illusztráció: Tom Loback)

Az entek A Gyűrűk Ura világában, Középföldén élő nép.

## Általános jellemzés
A Gyűrűk Ura film is faforma óriásokként jeleníti meg őket és a könyvből is ez derül ki. Bőrük kéreg, szemük, szájuk a törzs tetején, a lomb alatt helyezkednek el. Tolkien egyik, olvasónak szánt levelében is ugyanezt a koncepciót vázolja: „" ... egyébként egy entet nagyon nehéz rajtakapni, amikor mozog, s amikor nem mozog, akkor éppen úgy néz ki, mint egy fa. Üdvözlettel' ..."”

## Eredetük
Történelmükről keveset tudunk. A Fangorn-erdőben élnek, annak főleg nyugati oldalán. Fák voltak, a tündék tanították meg őket beszélni énekeikkel, majd járásra. A lothlórieni tündék és az edorasiak barátaik voltak, a Gyűrű Háborúban segítették egymást. Gandalf jó barátjuk volt, kezdetben Szarumán is, aki Vasudvardban nem számolt az entek erejével. Az entek haragra gerjedve a fák sorozatos irtásától, az orkoktól, támadták meg Orthancot, Szarumán tornyát, amit sokáig nyomás alatt tartottak. Szarumánt fogva tartották. Ezelőtt, a két hobbit, Tuk Peregrin és Borbak Trufa által kerültek bele Gandalf, Mithrandir terveibe.
Még rönkfa se volt, vas se volt,

S ifjú a hegy és friss a hold;

Gyűrű se volt, se gyötrelem-

S Ő már erdőt járt rég idelenn.

## Ent asszonyok és entingek

### Ent asszonyok
Idézet a Két Torony, Szilszakáll fejezetéből; Szilszakáll és a hobbitok beszélgetése (rövidítés):"- És ent asszonyok vannak? – kérdezte a hobbit. – Voltak, de elvesztettük őket. – Ó! Hogyan haltak meg? – Nem haltak meg! Elvesztettük őket!" Meséli Szilszakáll. Későbbi elbeszélései szerint, mikor az ent férfiak dolgoztak, a mostaninál nagyobb területű birodalmukban, az ent asszonyok elmerészkedtek a Nősziromfolyón túlra. Az entek keresésükre indultak, de soha nem találták meg őket. Attól az időtől kezdve csökkent az entek létszáma és birodalmának területe és egyre többen lettek fává. Sokszor kérdezgette a hobbitokat Szilszakáll, hogy "A Megyében nem láttatok ent asszonyokat?", de a válasz mindig nem volt.

### Entingek
Az entingek az ent gyerekek, facsemeték

## "Híres" entek
- Szilszakáll: Ő ismerkedett meg a perianokkal, hobbitokkal és vitte el őket Vasudvardig, ő vezette az Orthanc elleni támadást. Gandalf barátja.
- Hamariberkenye: Kéregirha leszármazottja, másik neve Bregalad. Harmadkor 3019-ben az Ent-Gyűlés ideje alatt ő szórakoztatta Trufát és Pippint, lévén az átlagos enteknél lényegesen gyorsabb észjárása volt. Részt vett Vasudvard ostromában, kis híján elkapta Szarumánt, mielőtt az bemenekült Orthanc tornyába.
- Bükkbél: Vasudvard ostromakor égették meg Szarumán tüzei.

## Nyelvük
Sok emberi szóra nincs szavuk. Nyelvük bonyolult és nehézkes, mivel a fogalmakat nagyon összetett módon fejezik ki, és a legegyszerűbb dolgokat is nagyon sokáig tart kimondani rajta. Az enteken kívül nem beszéli más. Maguk az entek azonban ismerik és jól beszélik a Közös Nyelvet, így nem okoz számukra gondot másokkal érintkezni, ha éppen ezt akarják.